# Championnat du Vietnam de football 2000-2001
Navigation
Saison précédente Saison suivante
La saison 2000-2001 du Championnat du Viêt Nam de football est la dix-huitième édition du championnat de première division au Viêt Nam. Les dix meilleurs clubs du pays sont regroupés au sein d'une poule unique où ils s'affrontent deux fois, à domicile et à l'extérieur. En fin de saison, les deux derniers du classement sont relégués et remplacés par les deux meilleurs clubs de deuxième division.
C'est le club de Song Lam Nghe An, tenant du titre, qui remporte à nouveau la compétition après avoir terminé en tête du classement final, avec deux points d'avance sur Nam Dinh et sept sur The Cong. C'est le deuxième titre de champion du Viêt Nam de l'histoire du club.

## Les clubs participants
| - Công An Hà Nội - Thua Thien Hue - Cang Sai Gon - Dong Thap FC - Nam Dinh FC | - Sông Lam Nghệ An - Cong An Hai Phong - The Cong - Khatoco Khánh Hoà FC - Cong An Ho Chi Minh |

## Compétition
Le barème utilisé pour établir les différents classement est le suivant :
- Victoire : 3 points
- Match nul : 1 point
- Défaite : 0 point

### Classement
| Rang | Équipe               | Pts | J  | G  | N | P  | Bp | Bc | Diff |
| ---- | -------------------- | --- | -- | -- | - | -- | -- | -- | ---- |
| 1    | Sông Lam Nghệ AnT    | 36  | 18 | 11 | 3 | 4  | 30 | 15 | +15  |
| 2    | Nam Dinh FC          | 34  | 18 | 11 | 1 | 6  | 22 | 17 | +5   |
| 3    | The Cong             | 29  | 18 | 8  | 5 | 5  | 19 | 16 | +3   |
| 4    | Cang Sai Gon         | 27  | 18 | 7  | 6 | 5  | 29 | 21 | +8   |
| 5    | Cong An Ho Chi MinhC | 26  | 18 | 8  | 2 | 8  | 26 | 23 | +3   |
| 6    | Cong An Hai Phong    | 25  | 18 | 8  | 1 | 9  | 28 | 30 | -2   |
| 7    | Cong An Ha Noi       | 24  | 18 | 6  | 6 | 6  | 22 | 19 | +3   |
| 8    | Thua Thien Hue       | 23  | 18 | 6  | 5 | 7  | 16 | 21 | -5   |
| 9    | Dong Thap FC         | 19  | 18 | 4  | 7 | 7  | 23 | 32 | -9   |
| 10   | Khatoco Khánh Hoà FC | 7   | 18 | 1  | 4 | 13 | 15 | 36 | -21  |

|  | Qualification pour la Coupe d'Asie des clubs champions 2001-2002          |
|  | Qualification pour la Coupe des Coupes 2001-2002                          |
|  | Relégation en deuxième division                                           |
|  | T : Tenant du titre C : Vainqueur de la Coupe du Viêt Nam P : Promu de D2 |

## Bilan de la saison
| Championnat du Viêt Nam de football 2000-2001                        |                             |
| Champion                                                             | Sông Lam Nghệ An (2e titre) |
| Coupes et trophées                                                   |                             |
| Vainqueur de la Coupe du Viêt Nam 2000-2001                          | Cong An Ho Chi Minh         |
| Qualifications continentales                                         |                             |
| Coupe d'Asie des clubs champions 2001-2002                           | Sông Lam Nghệ An            |
| Coupe des Coupes 2001-2002                                           | Cong An Ho Chi Minh         |
| Promotions et relégations                                            |                             |
| Promus en V-League                                                   | Đà Nẵng Club                |
| Promus en V-League                                                   | Binh Dinh FC                |
| Relégués en Championnat du Viêt Nam de football de deuxième division | Dong Thap FC                |
| Relégués en Championnat du Viêt Nam de football de deuxième division | Khatoco Khánh Hoà FC        |